# Tournoi de Londres de rugby à sept 2011
Navigation
2010 2012
Le Tournoi de Londres de rugby à sept 2011 (anglais : London rugby sevens 2011) est la 7e et avant-dernière étape de la saison 2010-2011 du IRB Sevens World Series. Elle se déroule les 21 et 22 mai 2011 au Stade de Twickenham à Londres, en Angleterre.
La victoire finale revient à l'équipe d'Afrique du Sud, battant en finale l'équipe des Fidji sur le score de 24 à 14.

## Équipes participantes
Seize équipes participent au tournoi (douze équipes permanentes plus quatre invitées) :
- Afrique du Sud
- Angleterre
- Argentine
- Australie
- Canada (invitée)
- Écosse
- Espagne (invitée)
- États-Unis
- Fidji
- France
- Pays de Galles
- Kenya
- Nouvelle-Zélande
- Portugal (invitée)
- Russie (invitée)
- Samoa

## Phase de poules

### Poule A
| Rang | Pays             | J | V | N | D | Pm | Pe | Diff | Pts |
| ---- | ---------------- | - | - | - | - | -- | -- | ---- | --- |
| 1    | Nouvelle-Zélande | 3 | 3 | 0 | 0 | 99 | 31 | +68  | 9   |
| 2    | Pays de Galles   | 3 | 2 | 0 | 1 | 74 | 53 | +21  | 7   |
| 3    | Espagne          | 3 | 1 | 0 | 2 | 34 | 80 | -46  | 5   |
| 4    | Kenya            | 3 | 0 | 0 | 3 | 31 | 74 | -43  | 3   |

|  | Nouvelle-Zélande | 31 - 12 | Pays de Galles | Stade de Twickenham, Londres |
|  |                  |         |                | Stade de Twickenham, Londres |
|  |                  |         |                | Stade de Twickenham, Londres |

|  | Espagne | 17 - 7 | Kenya | Stade de Twickenham, Londres |
|  |         |        |       | Stade de Twickenham, Londres |
|  |         |        |       | Stade de Twickenham, Londres |

|  | Pays de Galles | 29 - 12 | Kenya | Stade de Twickenham, Londres |
|  |                |         |       | Stade de Twickenham, Londres |
|  |                |         |       | Stade de Twickenham, Londres |

|  | Nouvelle-Zélande | 40 - 7 | Espagne | Stade de Twickenham, Londres |
|  |                  |        |         | Stade de Twickenham, Londres |
|  |                  |        |         | Stade de Twickenham, Londres |

|  | Pays de Galles | 33 - 10 | Espagne | Stade de Twickenham, Londres |
|  |                |         |         | Stade de Twickenham, Londres |
|  |                |         |         | Stade de Twickenham, Londres |

|  | Nouvelle-Zélande | 28 - 12 | Kenya | Stade de Twickenham, Londres |
|  |                  |         |       | Stade de Twickenham, Londres |
|  |                  |         |       | Stade de Twickenham, Londres |

### Poule B
| Rang | Pays       | J | V | N | D | Pm | Pe | Diff | Pts |
| ---- | ---------- | - | - | - | - | -- | -- | ---- | --- |
| 1    | France     | 3 | 2 | 0 | 1 | 60 | 59 | +1   | 7   |
| 2    | Argentine  | 3 | 1 | 1 | 1 | 61 | 49 | +12  | 6   |
| 3    | Angleterre | 3 | 1 | 1 | 1 | 57 | 54 | +3   | 6   |
| 4    | États-Unis | 3 | 1 | 0 | 2 | 60 | 76 | -16  | 5   |

|  | Angleterre | 12 - 12 | Argentine | Stade de Twickenham, Londres |
|  |            |         |           | Stade de Twickenham, Londres |
|  |            |         |           | Stade de Twickenham, Londres |

|  | France | 24 - 17 | États-Unis | Stade de Twickenham, Londres |
|  |        |         |            | Stade de Twickenham, Londres |
|  |        |         |            | Stade de Twickenham, Londres |

|  | États-Unis | 22 - 21 | Argentine | Stade de Twickenham, Londres |
|  |            |         |           | Stade de Twickenham, Londres |
|  |            |         |           | Stade de Twickenham, Londres |

|  | France | 21 - 14 | Angleterre | Stade de Twickenham, Londres |
|  |        |         |            | Stade de Twickenham, Londres |
|  |        |         |            | Stade de Twickenham, Londres |

|  | Argentine | 28 - 15 | France | Stade de Twickenham, Londres |
|  |           |         |        | Stade de Twickenham, Londres |
|  |           |         |        | Stade de Twickenham, Londres |

|  | Angleterre | 31 - 21 | États-Unis | Stade de Twickenham, Londres |
|  |            |         |            | Stade de Twickenham, Londres |
|  |            |         |            | Stade de Twickenham, Londres |

### Poule C
| Rang | Pays      | J | V | N | D | Pm | Pe | Diff | Pts |
| ---- | --------- | - | - | - | - | -- | -- | ---- | --- |
| 1    | Australie | 3 | 3 | 0 | 0 | 64 | 55 | +9   | 9   |
| 2    | Samoa     | 3 | 2 | 0 | 1 | 77 | 60 | +17  | 7   |
| 3    | Canada    | 3 | 1 | 0 | 2 | 63 | 69 | -6   | 5   |
| 4    | Écosse    | 3 | 0 | 0 | 3 | 48 | 68 | -20  | 3   |

|  | Australie | 21 - 20 | Samoa | Stade de Twickenham, Londres |
|  |           |         |       | Stade de Twickenham, Londres |
|  |           |         |       | Stade de Twickenham, Londres |

|  | Canada | 25 - 12 | Écosse | Stade de Twickenham, Londres |
|  |        |         |        | Stade de Twickenham, Londres |
|  |        |         |        | Stade de Twickenham, Londres |

|  | Australie | 24 - 21 | Écosse | Stade de Twickenham, Londres |
|  |           |         |        | Stade de Twickenham, Londres |
|  |           |         |        | Stade de Twickenham, Londres |

|  | Samoa | 38 - 24 | Canada | Stade de Twickenham, Londres |
|  |       |         |        | Stade de Twickenham, Londres |
|  |       |         |        | Stade de Twickenham, Londres |

|  | Australie | 19 - 14 | Canada | Stade de Twickenham, Londres |
|  |           |         |        | Stade de Twickenham, Londres |
|  |           |         |        | Stade de Twickenham, Londres |

|  | Samoa | 19 - 15 | Écosse | Stade de Twickenham, Londres |
|  |       |         |        | Stade de Twickenham, Londres |
|  |       |         |        | Stade de Twickenham, Londres |

### Poule D
| Rang | Pays           | J | V | N | D | Pm | Pe | Diff | Pts |
| ---- | -------------- | - | - | - | - | -- | -- | ---- | --- |
| 1    | Fidji          | 3 | 3 | 0 | 0 | 77 | 28 | +49  | 9   |
| 2    | Afrique du Sud | 3 | 2 | 0 | 1 | 46 | 26 | +20  | 7   |
| 3    | Portugal       | 3 | 0 | 1 | 2 | 40 | 58 | -18  | 4   |
| 4    | Russie         | 3 | 0 | 1 | 2 | 19 | 70 | -51  | 4   |

|  | Fidji | 12 - 7 | Afrique du Sud | Stade de Twickenham, Londres |
|  |       |        |                | Stade de Twickenham, Londres |
|  |       |        |                | Stade de Twickenham, Londres |

|  | Russie | 12 - 12 | Portugal | Stade de Twickenham, Londres |
|  |        |         |          | Stade de Twickenham, Londres |
|  |        |         |          | Stade de Twickenham, Londres |

|  | Fidji | 41 - 0 | Russie | Stade de Twickenham, Londres |
|  |       |        |        | Stade de Twickenham, Londres |
|  |       |        |        | Stade de Twickenham, Londres |

|  | Afrique du Sud | 22 - 7 | Portugal | Stade de Twickenham, Londres |
|  |                |        |          | Stade de Twickenham, Londres |
|  |                |        |          | Stade de Twickenham, Londres |

|  | Fidji | 24 - 21 | Portugal | Stade de Twickenham, Londres |
|  |       |         |          | Stade de Twickenham, Londres |
|  |       |         |          | Stade de Twickenham, Londres |

|  | Afrique du Sud | 17 - 7 | Russie | Stade de Twickenham, Londres |
|  |                |        |        | Stade de Twickenham, Londres |
|  |                |        |        | Stade de Twickenham, Londres |

## Phase finale
Résultats de la phase finale

### Tournois principaux

#### Cup
|  | Quarts de finale | Quarts de finale |                |    | Demi-finales | Demi-finales |  |  | Finale | Finale |
|  | Quarts de finale | Quarts de finale |                |    | Demi-finales | Demi-finales |  |  | Finale | Finale |
|  |                  |                  |                |    |              |              |  |  |        |        |
|  |                  |                  |                |    |              |              |  |  |        |        |
|  |                  |                  |                |    |              |              |  |  |        |        |
|  | Afrique du Sud   | 17               |                |    |              |              |  |  |        |        |
|  | Afrique du Sud   | 17               |                |    |              |              |  |  |        |        |
|  | Australie        | 0                |                |    |              |              |  |  |        |        |
|  | Australie        | 0                | Afrique du Sud | 21 |              |              |  |  |        |        |
|  |                  |                  | Afrique du Sud | 21 |              |              |  |  |        |        |
|  |                  | Pays de Galles   | 19             |    |              |              |  |  |        |        |
|  | Pays de Galles   | Pays de Galles   | 19             | 19 |              |              |  |  |        |        |
|  | Pays de Galles   |                  |                | 19 |              |              |  |  |        |        |
|  | France           | 12               |                |    |              |              |  |  |        |        |
|  | France           | 12               | Afrique du Sud | 24 |              |              |  |  |        |        |
|  |                  |                  | Afrique du Sud | 24 |              |              |  |  |        |        |
|  |                  | Fidji            | 14             |    |              |              |  |  |        |        |
|  | Fidji            | Fidji            | 14             | 26 |              |              |  |  |        |        |
|  | Fidji            |                  |                | 26 |              |              |  |  |        |        |
|  | Samoa            | 14               |                |    |              |              |  |  |        |        |
|  | Samoa            | 14               | Fidji          | 42 |              |              |  |  |        |        |
|  |                  |                  | Fidji          | 42 |              |              |  |  |        |        |
|  |                  | Nouvelle-Zélande | 19             |    |              |              |  |  |        |        |
|  | Nouvelle-Zélande | Nouvelle-Zélande | 19             | 31 |              |              |  |  |        |        |
|  | Nouvelle-Zélande |                  |                | 31 |              |              |  |  |        |        |
|  | Argentine        | 14               |                |    |              |              |  |  |        |        |
|  | Argentine        | 14               |                |    |              |              |  |  |        |        |

#### Bowl
|  | Quarts de finale | Quarts de finale |        |    | Demi-finales | Demi-finales |  |  | Finale | Finale |
|  | Quarts de finale | Quarts de finale |        |    | Demi-finales | Demi-finales |  |  | Finale | Finale |
|  |                  |                  |        |    |              |              |  |  |        |        |
|  |                  |                  |        |    |              |              |  |  |        |        |
|  |                  |                  |        |    |              |              |  |  |        |        |
|  | Écosse           | 26               |        |    |              |              |  |  |        |        |
|  | Écosse           | 26               |        |    |              |              |  |  |        |        |
|  | Portugal         | 0                |        |    |              |              |  |  |        |        |
|  | Portugal         | 0                | Écosse | 19 |              |              |  |  |        |        |
|  |                  |                  | Écosse | 19 |              |              |  |  |        |        |
|  |                  | Espagne          | 17     |    |              |              |  |  |        |        |
|  | Espagne          | Espagne          | 17     | 14 |              |              |  |  |        |        |
|  | Espagne          |                  |        | 14 |              |              |  |  |        |        |
|  | États-Unis       | 0                |        |    |              |              |  |  |        |        |
|  | États-Unis       | 0                | Écosse | 21 |              |              |  |  |        |        |
|  |                  |                  | Écosse | 21 |              |              |  |  |        |        |
|  |                  | Kenya            | 19     |    |              |              |  |  |        |        |
|  | Kenya            | Kenya            | 19     | 19 |              |              |  |  |        |        |
|  | Kenya            |                  |        | 19 |              |              |  |  |        |        |
|  | Angleterre       | 17               |        |    |              |              |  |  |        |        |
|  | Angleterre       | 17               | Kenya  | 19 |              |              |  |  |        |        |
|  |                  |                  | Kenya  | 19 |              |              |  |  |        |        |
|  |                  | Russie           | 15     |    |              |              |  |  |        |        |
|  | Russie           | Russie           | 15     | 15 |              |              |  |  |        |        |
|  | Russie           |                  |        | 15 |              |              |  |  |        |        |
|  | Canada           | 12               |        |    |              |              |  |  |        |        |
|  | Canada           | 12               |        |    |              |              |  |  |        |        |

### Matchs de classement

#### Plate
|  | Demi-finales | Demi-finales |       |    | Finale | Finale |
|  | Demi-finales | Demi-finales |       |    | Finale | Finale |
|  |              |              |       |    |        |        |
|  |              |              |       |    |        |        |
|  |              |              |       |    |        |        |
|  | Samoa        | 38           |       |    |        |        |
|  | Samoa        | 38           |       |    |        |        |
|  | Argentine    | 0            |       |    |        |        |
|  | Argentine    | 0            | Samoa | 22 |        |        |
|  |              |              | Samoa | 22 |        |        |
|  |              | Australie    | 12    |    |        |        |
|  | Australie    | Australie    | 12    | 19 |        |        |
|  | Australie    |              |       | 19 |        |        |
|  | France       | 0            |       |    |        |        |
|  | France       | 0            |       |    |        |        |

#### Shield
|  | Demi-finales | Demi-finales |            |    | Finale | Finale |
|  | Demi-finales | Demi-finales |            |    | Finale | Finale |
|  |              |              |            |    |        |        |
|  |              |              |            |    |        |        |
|  |              |              |            |    |        |        |
|  | Angleterre   | 22           |            |    |        |        |
|  | Angleterre   | 22           |            |    |        |        |
|  | Canada       | 14           |            |    |        |        |
|  | Canada       | 14           | Angleterre | 22 |        |        |
|  |              |              | Angleterre | 22 |        |        |
|  |              | Portugal     | 7          |    |        |        |
|  | Portugal     | Portugal     | 7          | 21 |        |        |
|  | Portugal     |              |            | 21 |        |        |
|  | États-Unis   | 15           |            |    |        |        |
|  | États-Unis   | 15           |            |    |        |        |

## Bilan
Statistiques sportives 
- Meilleur marqueur du tournoi :  Tom Iosefo (10 essais)
- Meilleur réalisateur du tournoi :  Tom Iosefo (50 points)